# 鎮蠻州
鎮蠻州，是明代交阯承宣布政使司下轄的一個州，後陷入安南，治所約在今越南太平省西北的一部分。領縣一：太平縣。

## 沿革
- 永樂十七年九月十四日（1419年10月3日），革鎮蠻府為鎮蠻州，以所隸古蘭、廷河二縣併入本州；多翼縣入太平縣[2]。